# Cecil Shadbolt
Cecil Shadbolt (ur. 1859, zm. 1893) – angielski fotograf.

## Życiorys
Cecil Victor Shadbolt był synem George'a Shadbolta i jego żony Elżbiety. Wykonał pierwsze zdjęcia lotnicze Wielkiej Brytanii. Jego nauczycielem fotografii był prawdopodobnie ojciec, który był fotografem i redaktorem British Journal of Photography. Pierwsze zdjęcia Londynu wykonał w jego północnej części podczas lotu balonem 29 maja 1882 roku. 29 czerwca 1892 roku po starcie z parku obok Crystal Palace balon pękł i runął na ziemię. William Dale, który był właścicielem balonu zginął na miejscu, a Shadbolt zmarł z powodu obrażeń w szpitalu. Miał 33 lata. Został pochowany na cmentarzu West Norwood.

## Fotografia lotnicza
Aby móc robić zdjęcia z gondoli balonu Shadbolt zaprojektował specjalną płytkę na zawiasach. Pozwoliło to na przymocowanie aparatu na zewnątrz kosza i przechylając go pod dowolnym kątem wykonywanie zdjęć obiektów na ziemi. W 2015 roku Historic England Archive zakupiło odnalezioną na wyprzedaży garażowej kolekcję zdjęć Shadbotla. Zostały  one sprzedane na aukcji przez dom aukcyjny Dominic Winter Auctioneers 15 października 2015 roku.